# Młodzawy (przystanek kolejowy)
Młodzawy – dawny wąskotorowy przystanek osobowy w Młodzawach Dużych, w gminie Pińczów, w powiecie pińczowskim, w województwie świętokrzyskim, w Polsce.